# Ghost Ranch
Ghost Ranch ("Szellem-tanya") egy 85 km²-es terület közel Abiquiu településhez, Rio Arriba megyében, Új-Mexikóban, az Egyesült Államokban, melyet jelenleg az amerikai presbiteriánus egyház használ és üzemeltet.
A terület híres paleontológiai lelőhely, melyen számos triász kori dinoszaurusz maradványait találták meg. Fosszilis csontmaradványokat találtak itt már 1885-ben. Edwin H. Colbert paleontológus 1947-ben írta le azt a területen folytatott ásatást, melynek során ezernél több jó állapotban megőrződött triász kori Coelophysis ragadozó dinoszaurusz maradványaira bukkantak. 1981 óta a Coelophysis Új-Mexikó állam fosszilis jelkép állata.
2007-ben a Hayden-ásatás során a területen találták meg a Dromomeron romeri fosszilis maradványait.
Ghost Ranch a témája Georgia O’Keeffe amerikai festő számos tájképének, aki 1949-től haláláig élt itt. Hamvait a területen szórták szét.
A területet előző tulajdonosa, Arthur Newton Pack ajándékozta a presbiteriánus egyháznak. Ő volt a Nature magazin kiadója, valamint hozzájárult az Arizona Sonora Desert Museum létrehozásához is.